# Tebenna balsamorrhizella
Tebenna balsamorrhizella is een vlinder uit de familie van de glittermotten (Choreutidae). De wetenschappelijke naam van de soort is voor het eerst geldig gepubliceerd in 1904 door Busck als Choreutis balsamorrhizella

## Voorkomen
De soort komt voor in het noorden van Noord-Amerika, inclusief Montana, Utah, Brits-Columbia en Alberta.